# Stadion Bežanije
Stadion Bežanije, zvanično Stadion FK Bežanija, se nalazi na Bežaniji (Novi Beograd), u neposrednoj blizini Bežanijske crkve (Crkva Svetog Velikomučenika Georgija). Izgrađen je 2001. godine sa samo jednom tribinom da bi 2021. i 2022. godine na stadionu bile dodate još dve tribine, čime je ukupan kapacitet stadiona kraj Bežanijske crkve zaokružen na 3.000 mesta. Službene prostorije sa svlačionicama se nalaze sa južne strane gde je i crkva. Istočna tribina  je starijeg datuma (2001) i jedan njen deo (ka severnoj strani) je namenjen gostujućim navijačima, a ostatak najvernijim domaćim.
Severna strana terena je bukvalno usečena u veliko brdo sa kojeg se takođe može posmatrati meč.
Do stadiona se dolazi autobusima GSP 45,71 i 601.

## Spoljašnje veze
- FK Bežanija: „Stadion FK Bežanije“, pristup 17.5.2013